# Барбера, Джозеф
Джо́зеф Ро́ланд Барбе́ра (англ. Joseph Roland Barbera; 24 марта 1911, Нью-Йорк — 18 декабря 2006, Лос-Анджелес) — американский аниматор, художник мультипликации, художник сценарного отдела киностудии, режиссёр, продюсер и соучредитель, вместе с Уильямом Ханной, компании Hanna-Barbera.

## Биография
Джозеф Барбера родился в США, в районе Маленькая Италия (Нью-Йорк) от родителей сицилийского происхождения.
Начал свою карьеру в качестве газетного художника. В 1929 году Джозеф увидел в кинотеатре новый мультфильм Уолта Диснея «Пляска скелетов» и был впечатлен этой картиной настолько, что захотел лично встретиться с Уолтом. Однако встреча не состоялась, но Джозеф теперь твёрдо решил стать мультипликатором. В 1930 году он устраивается в студию к Максу Флейшеру (Max Fleischer), где начинает карьеру с чистильщика целлулоидных листов, затем становится художником-фазовщиком. Вскоре Джозеф ушёл со студии Флейшера и перебрался к мультотдел Вэна Бюрена (Van Beuren), где начал работать также в качестве сценариста мультфильмов. В 1935 году, когда студия Вэна Бюрена была на грани провала, Джозеф устроился в мультипликационный отдел Пола Терри — TerryToons, где продолжил работу в качестве сценариста. В 1937 году Джо перебрался на студию «Metro-Goldwyn-Mayer», где вскоре познакомился с местным режиссёром-мультипликатором Уильямом Ханной (William Hanna) — с тех пор они работали вместе. В 1940 году в прокат вышел первый мультфильм с Томом (правда, тогда кота звали Джаспер) и Джерри. Известный мультсериал принёс Джо Барбере и Уилу Ханне 7 премий «Оскар». В 1957 году Джо Барбера и Уильям Ханна организовали свою собственную мультстудию «Hanna-Barbera», которая выпустила огромное количество всевозможных мультсериалов для телевидения, среди них «Джетсоны», «Флинтстоуны», «Мишка Йоги», «Банана-Сплитс» и др. В середине 1980 годов студия прекратила своё существование, и Барбера с Ханной перебрались в анимационный отдел Warner Bros. В 1990-е годы Барбера являлся исполнительным продюсером многих лент, выходивших в этом анимационном отделе в то время. Последняя значительная работа Джозефа Барберы уже после смерти своего постоянного соратника Уильяма Ханны, умершего в 2001 году, — коротенькая лента с Томом и Джерри «The Karateguard».
Джозеф Барбера умер в возрасте 95 лет в собственном доме в Лос-Анджелесе, Калифорния. Его жена, Шейла, была рядом с ним в это время, по сообщению представителя Warner Brothers Гэри Мирина.